# Siyilmasa

Mapa del Marruecos idrísida y sus potencias vecinas, con el reino de Beni-Midrar y el de Siyilmasa en verde.

Rutas comerciales al oeste del Sáhara entre 1000-1500. Las zonas auríferas se indican coloreadas en marrón suave.

Siyilmasa (en árabe, سجلماسة Siǧilmāsah; en amazig, ⵉⵙⴳⵍⵎⴰⵙⵏ Isgelmasen; en francés, Sijilmassa o Sidjilmassa) fue una ciudad medieval bereber, hoy en ruinas, a dos kilómetros al norte de la actual ciudad marroquí de Rissani; a diez días de viaje de Fez, cruzando la Cordillera del Atlas. Era una importante escala caravanera en las rutas que conectaban el Mediterráneo con el centro-oeste de África atravesando el desierto del Sáhara. Su emplazamiento y ubicación obedecían a las ventajas estratégicas que aportaba el río Ziz y el oasis Tafilalt.
Su historia se caracterizó por sucesivas invasiones de las dinastías bereberes y el desarrollo del reino de Tafilalet. Convertida en un estado independiente en el siglo VIII (dinastía midrarí o Banu Midrar), en el siglo X fue conquistada por los maghrawas (dependientes del Califato de Córdoba, que constituyeron su propia dinastía independiente); y en los siglos XI y XII por los almorávides y almohades respectivamente. Por último quedó bajo el poder de los benimerines, y en el siglo XIV o XV quedó destruida.
Las ruinas de Siyilmasa están declaradas "lugar en peligro" (endangered site) por el World Monuments Fund. Su conservación depende del Ministerio de Cultura de Marruecos.
El hallazgo en la zona de fósiles de un nuevo género de dinosaurio en 1996 hizo tomar su nombre para bautizarlo como Sigilmassasaurus.

## Fundación
Según al-Bakri (Libro de rutas y lugares), un bereber zenata miknasa, procedente de la España musulmana, de nombre Abu ul-Qásim Samgu bin Wasul al-Miknasi fue el primero en establecerse en el lugar a mediados del siglo VIII. El mismo autor relata que otros, probablemente también bereberes, se le unieron para fijar allí su residencia, hasta llegar al número de cuarenta, momento en el que establecieron los fundamentos de la ciudad. Eligieron como líder a ‘Isa bin Mazid al-Aswad ("el negro"), para dirigir la administración. Duró pocos años, porque fue acusado de corrupción por sus compañeros y ejecutado sumariamente; eligiéndose al propio Abu ul-Qásim como líder. Según Ibn Hawqal (Kitab surat al-ard), la ciudad creció rápidamente en poder económico por su posición en las rutas comerciales. Anteriormente, el comercio principal llegaba de Egipto, pero las comunicaciones entre esa área y el África subsahariana y Marruecos eran mucho más difíciles.
La prosperidad de Siyilmasa se evidencia por la anécdota que recoge Ibn Hawqal sobre una factura emitida por un mercader de Awdaghust por un montante de cuarenta y dos mil dinares a otro mercader establecido en Siyilmasa. Ibn Hawqal nunca había oído hablar de tal suma de dinero a lo largo de todos sus viajes.

## Midraríes, fatimíes y maghrawas
El poder económico de la ciudad le permitió independizarse del Califato Abasí en el año 711, estableciéndose una dinastía real que se conoce con el nombre de midrarí. Las cambiantes alianzas con el Califato de Córdoba y con los fatimíes de Ifriqiya desestabilizaron la ciudad en el siglo X, especialmente a partir de la llegada a la ciudad de Ubayd Allah al-Mahdi Billah, fundador de la dinastía fatimí. Este personaje, acompañado de su hijo al-Qásim, vino al Magreb en 905 huyendo de los abasíes, que consideraban sus creencias chiíta-ismaelitas heterodoxas y amenazadoras para la paz del Califato. Según la leyenda, ‘Ubayd Allah y su hijo cumplían la profecía según la cual el Mahdi vendría de Mesopotamia a Siyilmasa. Permanecieron cuatro años en la ciudad, bajo la protección de los gobernantes midraríes, especialmente del príncipe Yasa'.
Al-Qásim, hijo del pretendido Mahdi, con sus poderes milagrosos, causó que brotara una fuente fuera de la ciudad. Un judío de la ciudad fue testigo de ello, y extendió el rumor de que 'Ubayd Allah iba a intentar establecerse en el poder. Al mismo tiempo, el príncipe Yasa recibió una carta del Califa de Bagdad advirtiéndole de que cerrase sus fronteras precaviéndose de ‘Ubayd Allah. Yasa se vio obligado a encarcelar al hombre que hasta entonces protegía, aunque un sirviente de ‘Ubayd Allah pudo escapar a Cairuán, que estaba controlada por los ismailíes de Ifriqiya, liderados por Abu ‘Abdallah, quien reunió rápidamente un ejército y salió al rescate de su correligionario. En su camino a Siyilmasa, tomó Tahert, un fuerte ibadí jariyita de la dinastía rustúmida. Llegó al Tafilalt en la segunda mitad del año 909, y asedió la ciudad de Siyilmasa. Yasa' fue asesinado por entonces, o al año siguiente, y la dinastía midrárida comenzó un largo proceso de fragmentación que con el tiempo les llevó a caer bajo el dominio de los bereberes maghrawa, vasallos del califato de Córdoba, que tomaron la ciudad en el 980.
Bajo los maghrawas, que posteriormente se independizaron del Califato de Córdoba, la ciudad mantuvo su papel como centro comercial, al que añadió el de centro político y militar desde el que los Maghrawa lanzaban campañas contra otras tribus del interior del actual Marruecos.

## Almorávides, almohades y benimerines
Tras sesenta años de este gobierno, el consejo de la ciudad de Siyilmasa llamó en su ayuda a la confederación bereber Sanhaya, que se estaba transformando en un movimiento político-religioso: los almorávides. Según al-Bakri, en 1055, Abdallah ibn Yasin, líder espiritual del movimiento almorávide, y su nuevo ejército, llegó a la ciudad y mató al líder maghrawa, Mas'ud ibn Wanudin al-Maghrawi. Esa fue la primera conquista del Imperio almorávide, y la ciudad pasó a formar parte de la estructura centralizada de su gobierno. Los almorávides imponían una interpretación del islam extremadamente estricta, que entre otras cosas obligaba a la destrucción de los instrumentos musicales y el cierre de las tabernas, donde se bebía vino. Hubo varias revueltas contra el dominio almorávide, pero la ciudad permaneció bajo su poder hasta 1146, cuando los almohades les sustituyeron. Estos eran incluso más violentos en su rigor religioso, y realizaron una matanza de los judíos residentes en la ciudad, que hasta entonces habían sido tolerados.
A la caída de la dinastía almohade frente a la confederación bereber zenata de los benimerines, la ciudad de Siyilmasa volvió a quedar bajo el poder de una dinastía bereber, que sería la última.

## Descripciones de viajeros y el final de la ciudad
El viajero Ibn Battuta pasó por Siyilmasa en 1352-1353 en su viaje hacia el Imperio de Malí. La llama «una muy hermosa ciudad» y pondera sus dátiles sobre los de al-Basra. Ibn Battuta también menciona a Siyilmasa cuando describe la ciudad china de Quanzhou, al comparar sus huertos y campos, con casas en medio de ellos, con los de la ciudad africana, e indicar que esa es la razón de que la ciudad sea tan grande.
A principios del siglo XVI León el Africano llegó al oasis de Tafilalt y encontró destruida la ciudad de Siyilmasa. Describe sus "altas murallas", que todavía se mantenían en pie en algunos puntos. Señala que la ciudad estaba "galantemente construida", con abundancia de mezquitas y madrazas, y con muchas norias que recogían el agua del Ziz. Recoge el dato de que sus habitantes se habían rebelado contra el último príncipe, lo asesinaron y, tras la destrucción de la ciudad, la abandonaron, dispersándose por otras poblaciones y castillos. León permaneció siete meses en la zona, describiéndola como templada y placentera.
Ibn Jaldún, en su Muqaddimah, da como causa de la caída de la ciudad la falta de recursos.
Investigadores actuales, como Lightfoot y Miller, recogen la tradición oral mantenida en el Tafilalt según la cual ese último príncipe fue el maléfico "Sultán negro", que fue derrocado por una rebelión popular.
En el siglo XVIII, la ciudad fue reconstruida por órdenes del sultán Ismaíl de Marruecos. Una vez más, tribus nómadas la conquistaron y destruyeron, bajo el liderazgo de Ait Atta, en 1818.